# アフリカキンセンカ
アフリカキンセンカ（学名：Dimorphotheca sinuata）は、キク科アフリカキンセンカ属の春蒔き一年草又は多年草。属の学名からディモルフォセカとも呼ばれる。

## 特徴
高さは30〜35cmで、花の大きさは4〜5cm。色はピンク、白、オレンジ、紫など。3月から5月にかけて長い間咲く。原産地はアフリカ。同じキク科のオステオスペルマムと間違いやすい。多年草であるオステオスペルマムと交雑し多年草となる場合もある。

## 生育環境
半耐寒性（0℃）で日当たりを好む。